# HMS Achille (1798)
HMS Achille (Корабль Его Величества «Ахилл») — 74-пушечный линейный корабль третьего ранга. Четвёртый корабль Королевского флота, названный на французский манер Achille, в честь древнегреческого героя Ахилла. Второй линейный корабль типа Pompée. Заложен в октябре 1795 года. Спущен на воду 16 апреля 1798 года на частной верфи Клеверли в Грейвзенде. Относился к так называемым «обычным 74-пушечным кораблям», нёс на верхней орудийной палубе 18-фунтовые пушки.

## Служба
21 октября 1805 года Achille под командованием капитана Ричарда Кинга, входил в состав колонны вице-адмирала Катберта Коллингвуда в битве при Трафальгаре. Он был седьмым кораблём в линии между Colossus и Revenge. Achille вступил в бой с арьергардом франко-испанского флота в 12:15, открыв огонь по 74-пушечному испанскому кораблю Montanes. После короткой перестрелки, продолжавшейся 15 минут, Achille перевёл свой огонь на 80-пушечный испанский Argonauta, который уже вёл бой с другими британскими кораблями. После нескольких часов ожесточённого сражения Argonauta прекратил огонь и спустил флаг, но экипаж Achille не смог завладеть своим призом, так как к месту боя подошёл его французский тёзка — 74-пушечный Achille, который открыл огонь по британскому кораблю. После обмена несколькими залпами французский корабль отступил и его место занял другой 74-пушечный французский корабль Berwick. Бой между ними продолжался в течение часа с четвертью и завершился капитуляцией французского судна, которое понесло очень тяжелые потери (более 250 человек, почти половина его экипажа). Achille завладел своим призом, и перевёл часть французского экипажа на свой борт в качестве пленных. В сражении Achille понес очень небольшие потери в сравнении с потерями его противников — 13 человек убитыми и 59 ранеными.
В сентябре 1806 года Achille под командованием капитана Ричарда Кинга, входил в состав эскадры коммодора Сэмюэля Худа, блокирующей французский порт Рошфор. 25 сентября французская эскадра из пяти фрегатов и двух корветов под командованием коммодора Элеонора-Жан-Николя Солейла попыталась прорвать блокаду чтобы доставить припасы и войска во французскую Вест-Индию. Английская эскадра перехватила конвой, что привело к сражению 25 сентября 1806 года, в котором англичане смогли захватить четыре фрегата: Armeide, Minerva, Indefatigable и Gloire. Фрегат Thetis и корвет Sylphe сбежали вместе с Lynx, который сумел уйти от преследования Windsor Castle.
В июле 1809 года Achille, под временным командованием капитана Джона Хейза, принял участие в неудачной Голландской экспедиции и вернулся оттуда перевозя домой 700 французских солдат, которые были взяты в плен во Флашинге.
17 июля 1812 года лодки с Achille и Cerberus захватили и уничтожили 12 вражеских требак возле Венеции.
Achille оставался на службе до 1815 года когда он был выведен из эксплуатации в Чатеме, и отправлен в резерв в Шеернессе. Он оставался там до 1865 года, когда он был продан на слом за £ 3600.